# Орловка (Винницкая область)
Орло́вка (укр. Орлівка) — село на Украине, находится в Гайсинском районе Винницкой области.
Код КОАТУУ — 0523784801. Население по переписи 2001 года составляет 805 человек. Почтовый индекс — 23833. Телефонный код — 4353.
Занимает площадь 0,432 км².

## Адрес местного совета
23833, Винницкая область, Гайсинский р-н, с. Орловка, ул. И.Дибровы, 2

## Галерея

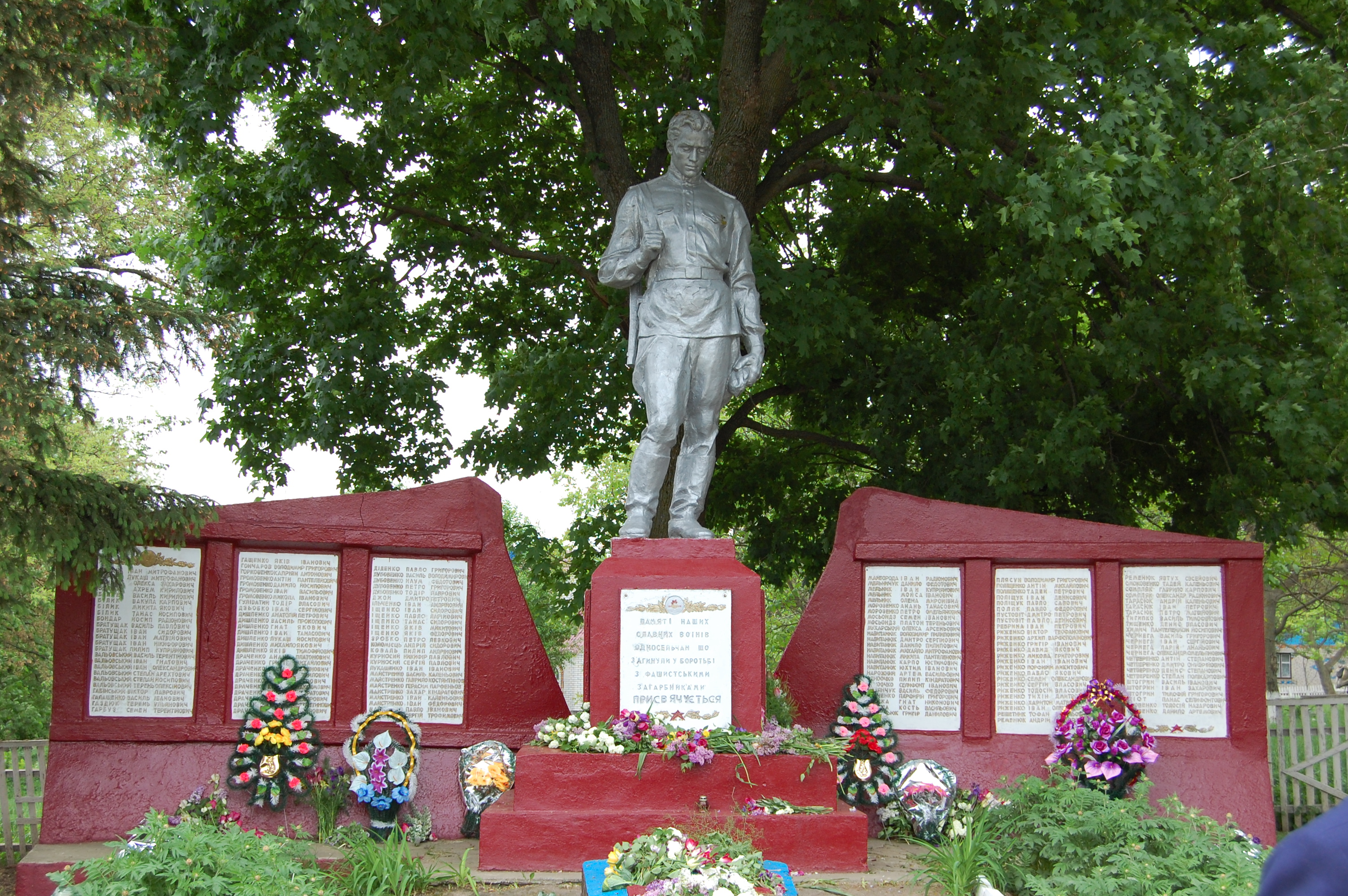
Монумент в память о погибших в Великой Отечественной войне
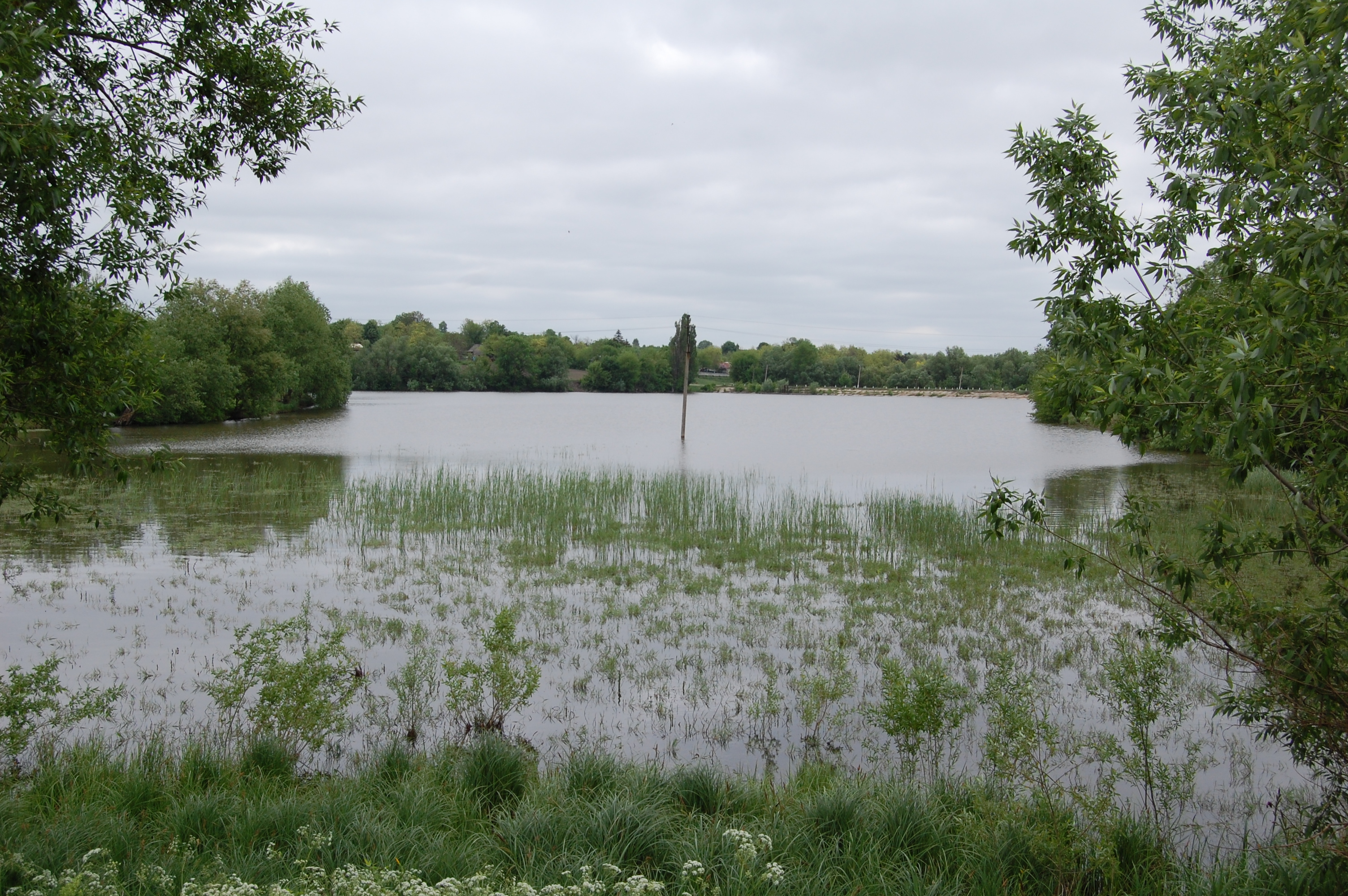
Центральный пруд
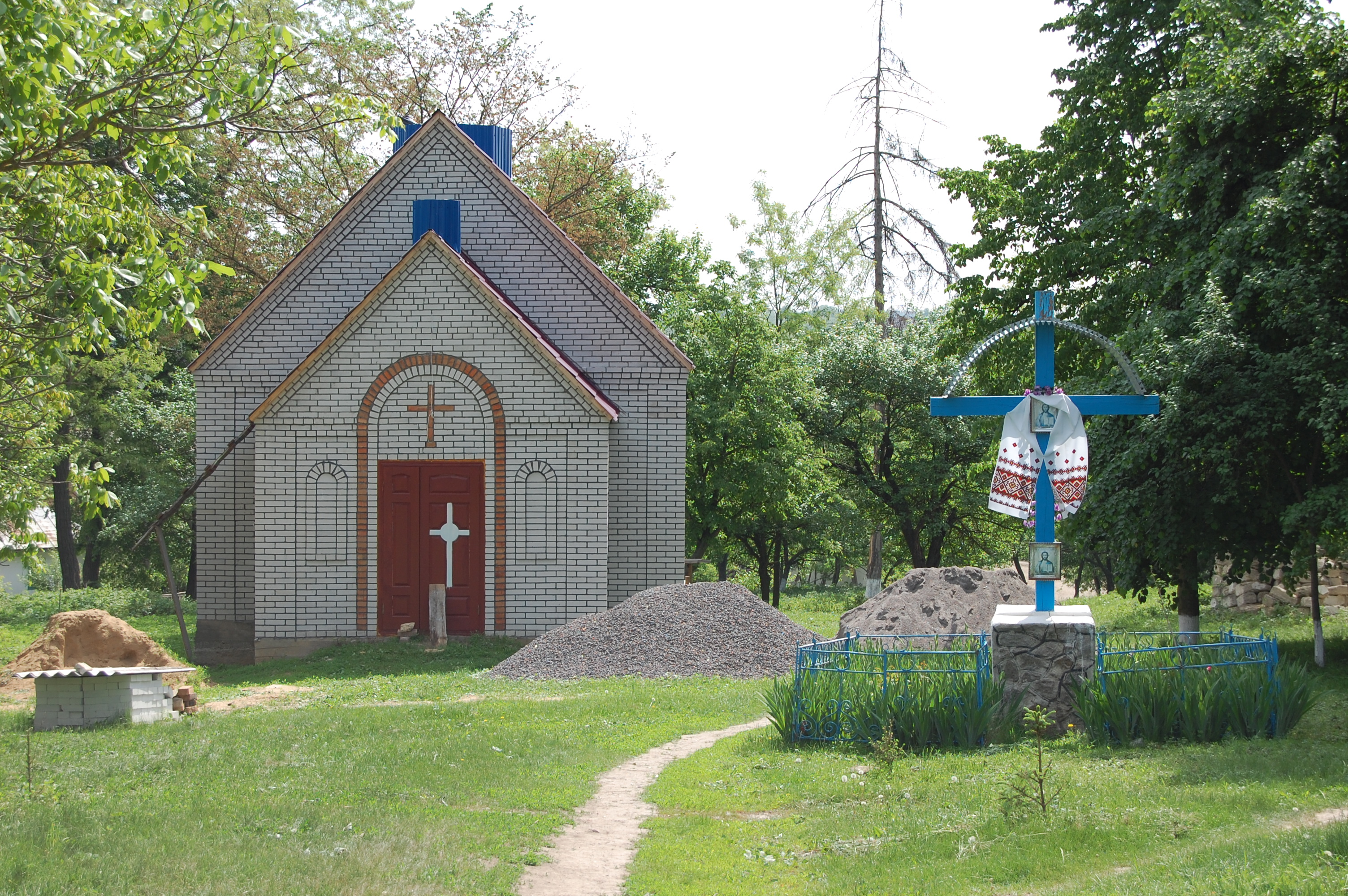
Строительство часовни
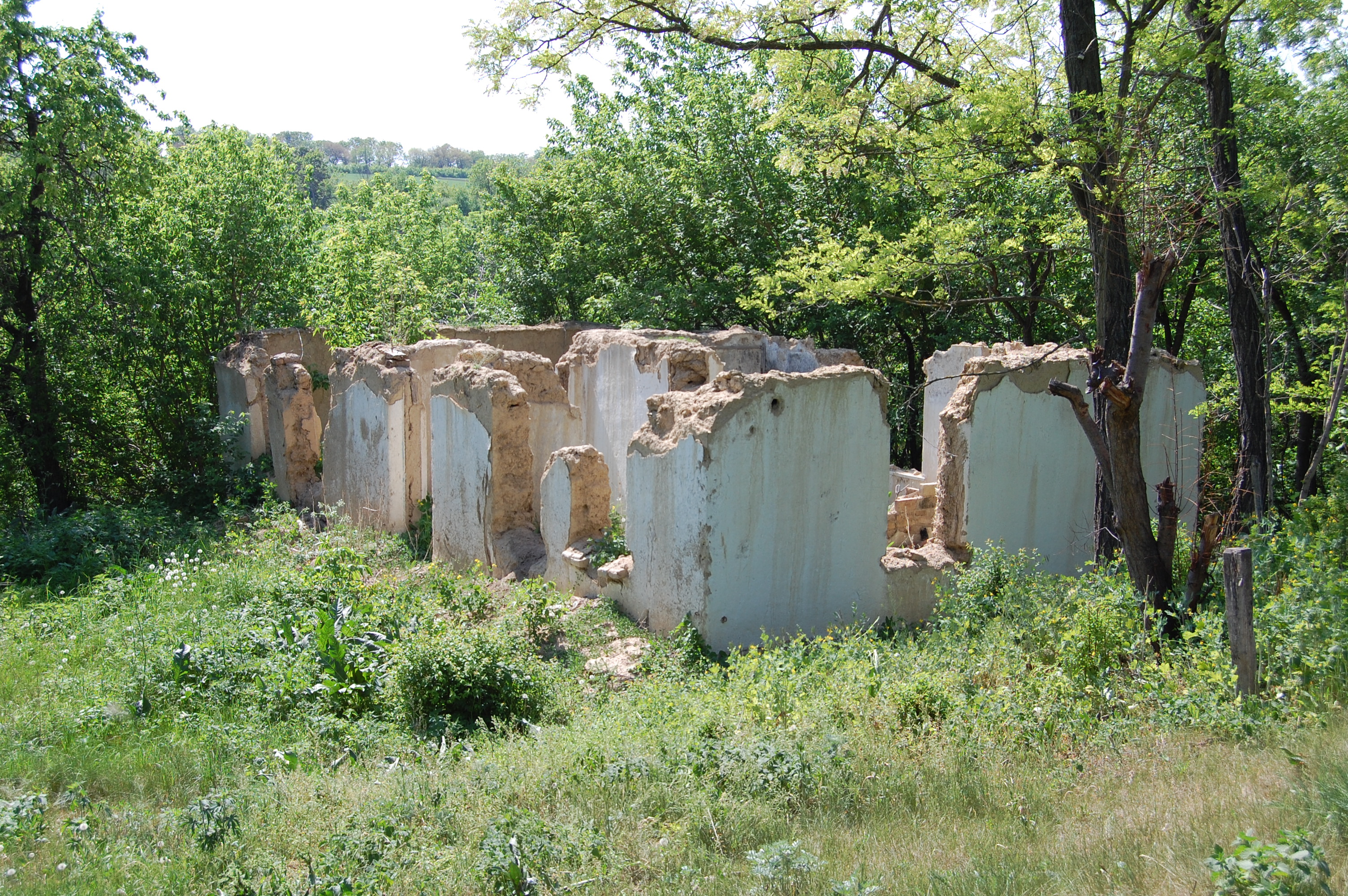
Развалины мазанки
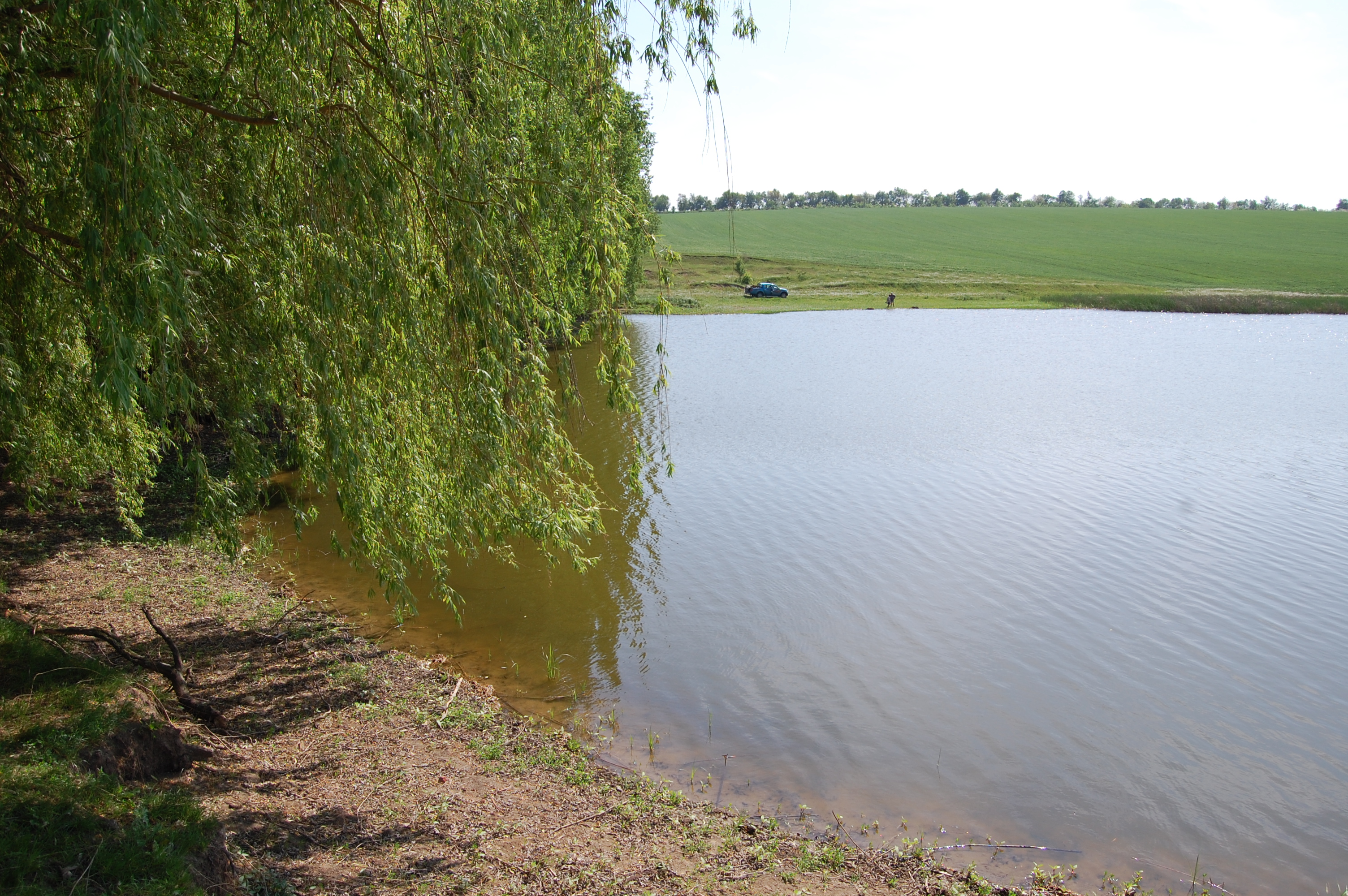
Беркова Левада